# Miz Cracker
Miz Cracker (nascut el 19 d'abril de 1984) és el nom artístic de Maxwell Elias Heller, una drag queen i personalitat televisiva nord-americana. És conegut sobretot per quedar cinquè a la desena temporada de RuPaul's Drag Race i per ser subcampió a la cinquena temporada de RuPaul's Drag Race All Stars.

## Primers anys de vida
Maxwell Heller va néixer a Seattle. Els seus pares eren antics membres de la comunitat Lubavitch. També té una germana, Sylvia. Heller va deixar Seattle als divuit anys. Va assistir a l'Evergreen State College, dissenyant la seva pròpia especialitat.

## Carrera
Heller va començar la seva carrera com a Brianna Cracker, però, quan un altre intèrpret va prendre el nom, va posar el nom de "Miss Cracker". Tanmateix, quan va intentar crear un compte de Facebook amb aquest nom, va negar "Miss" com a primer nom adequat, de manera que Heller el va canviar a "Miz".
Miz Cracker es va anunciar com un dels catorze concursants que competien a la desena temporada de RuPaul's Drag Race el 22 de febrer de 2018. Va guanyar el repte principal de l'episodi deu després de fer un canvi d'imatge a Chester See. Va ser eliminada un episodi més tard després de perdre una sincronització de llavis amb "Nasty Girl" de Vanity 6 davant l'eventual finalista Kameron Michaels.
Té una sèrie web casolana, Review with a Jew, on resumeix episodis de Drag Race, a partir de la tercera temporada d' All Stars. La sèrie va debutar el 31 de gener de 2018. Alexandra Pucciarelli d' Alma va escriure que la sèrie és "sempre divertidíssima".
Miz Cracker es va presentar amb els exconcursants Tammie Brown, Ginger Minj, Jasmine Masters, Shea Couleé i Eureka O'Hara per a la sèrie web de Billboard " Spillin' the Tea " el 13 de juny de 2018. Va ser presentada com a presentadora de la seva pròpia sèrie web de WoWpresents, " JewTorials " el 26 de juny de 2018. També ha aparegut tres vegades al canal de YouTube Bon Appétit cuinant amb Carla Lalli Music.
El 2020, Miz Cracker va llançar un podcast titulat She's a Woman amb Studio71.

## Vida personal
Heller és jueu. Resideix a Harlem, Manhattan, i té un cinturó negre de karate. Abans de Drag Race, va treballar com a professor d'escola al Senegal i parla wolof. Va fer una recaptació de fons per als drets LGBT a Uganda el 2016.
A Heller li van robar els diners i la targeta d'identificació mentre estava de gira a Dublín, Irlanda, el 10 d'agost de 2018.